# 独占資本
独占資本（どくせんしほん、monopoly capital）とは、銀行資本と産業資本が融合して生まれた資本形態。19世紀後半にイギリスやアメリカやドイツで生まれた。日本の財閥に相当するともいえるが、日本の財閥は流通、軽工業などで利益を出した資本家が両替店を開設し金融資本として台頭したことから起こっているという点でこれらと異なる。

## 概要
産業革命の中心が繊維中心の軽工業から、製鉄・化学・造船などの重化学工業、鉄道、海運などの物流産業に移行してくると初期投資が莫大になっていった。
当時、イギリスの軽工業などでは、利潤の中から再投資するのが基本であったが、重化学工業においては、スタートの時点で利潤を大きく超える設備投資が必要であった。そのため、産業資本家は、銀行資本からの出資・融資によりその資金を調達するようになった。
こうして、絶対王政政府への融資と高利貸しが生業だった銀行資本は、直接・間接に産業に対して関係を持つようになり、変質していった。
莫大な資本投資を可能にした産業と銀行の融合により、弱小な中小企業は次第に競争に敗れ駆逐・買収されていった。これにより、市場で圧倒的なシェアを持つ独占企業が生まれた。独占企業は、プライステイカーの前提を覆し価格を操作し、独占利益を上げることを可能にした。
いったん力を付けた独占資本にとっての脅威は、他国の経済の独占資本であり、貿易の権利をめぐるつばぜり合いが、政府を巻き込み帝国主義時代の幕を開くことになる。